# Isn’t Anything
Isn’t Anything (с англ. — «Это ничего не значит») — дебютный студийный альбом британо-ирландской рок-группы My Bloody Valentine, выпущенный 21 ноября 1988 года на лейбле Creation Records. Инновационные гитарные методы игры и продюсерские манипуляции с пультом на этом альбоме является результатом объединения экспериментов на предыдущих мини-альбомах группы, что сделало новаторской работой такого поджанра, как шугейз.
После своего выхода альбом получил восторженные отзывы музыкальных критиков и занял первое место в британском независимом чарте UK Indie Chart.

## Предыстория

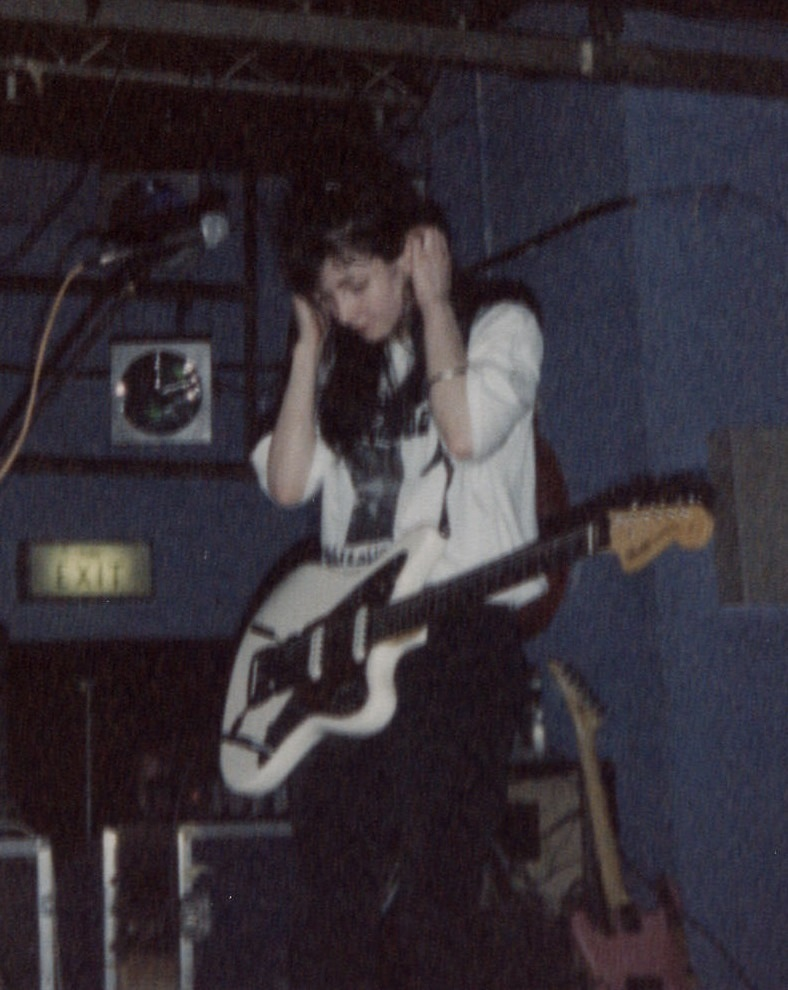
Билинда Бутчер написала треть текстов на Isn’t Anything, но назвала многие из них «простой белибердой»: «у меня не было плана, и я никогда не думала о текстах, пока не пришло время их писать. Я просто использовала всё, что было у меня в голове на тот момент».

В 1987 году состав группу покидает вокалист Дэйв Конвей, — его место занимает Билинда Бутчер; My Bloody Valentine продолжает какое-то время исполнять свою музыку в прежнем шумном инди-поп стиле, прежде чем Кевин Шилдс вернулся к своим авангардным корням и начал исследовать возможности звукозаписывающих студий, предложенные ему лейблом Creation Records после подписания контракта в 1988 году.
Первым плодом таких исследований и экспериментов со звучанием стал сингл/мини-альбом «You Made Me Realise», выпущенный в июле 1988 года, а позже в следующем году последовал полноформатный дебютный альбом Isn’t Anything. «Кевин дал мне „You Made Me Realise“, который должен был стать треком на их первом мини-альбоме для нас», — вспоминал глава Creation Records Алан Макги. — «Ну я и был таков, это ж был сингл! Кевин был потрясен этому, так как они сочинили эту песню шутки ради. Затем они написали материал для своего альбома, и я тогда сказал ему: „Иди за более странными вещами“. Поэтому группа потом вернулась в студию и сделала что-то вроде „Soft as Snow“. Это единственное предложение, которое я им когда-либо давал».
Большая часть материала была записана в студии Foel в Уэльсе. Во время записи альбома группа спала около двух часов в сутки в течение пары недель. Вокалистка и гитаристка Билинда Бутчер описала это следующими словами: «часто такое происходило, что, когда мы записывали вокал, а это было в 7:30 утра, я обычно к этому моменту уже засыпаю и меня надо было будить, чтобы спеть свою часть. Возможно поэтому альбом получился таким томным. Когда я пела, я обычно пыталась вспомнить, что мне снилось».

## Музыка

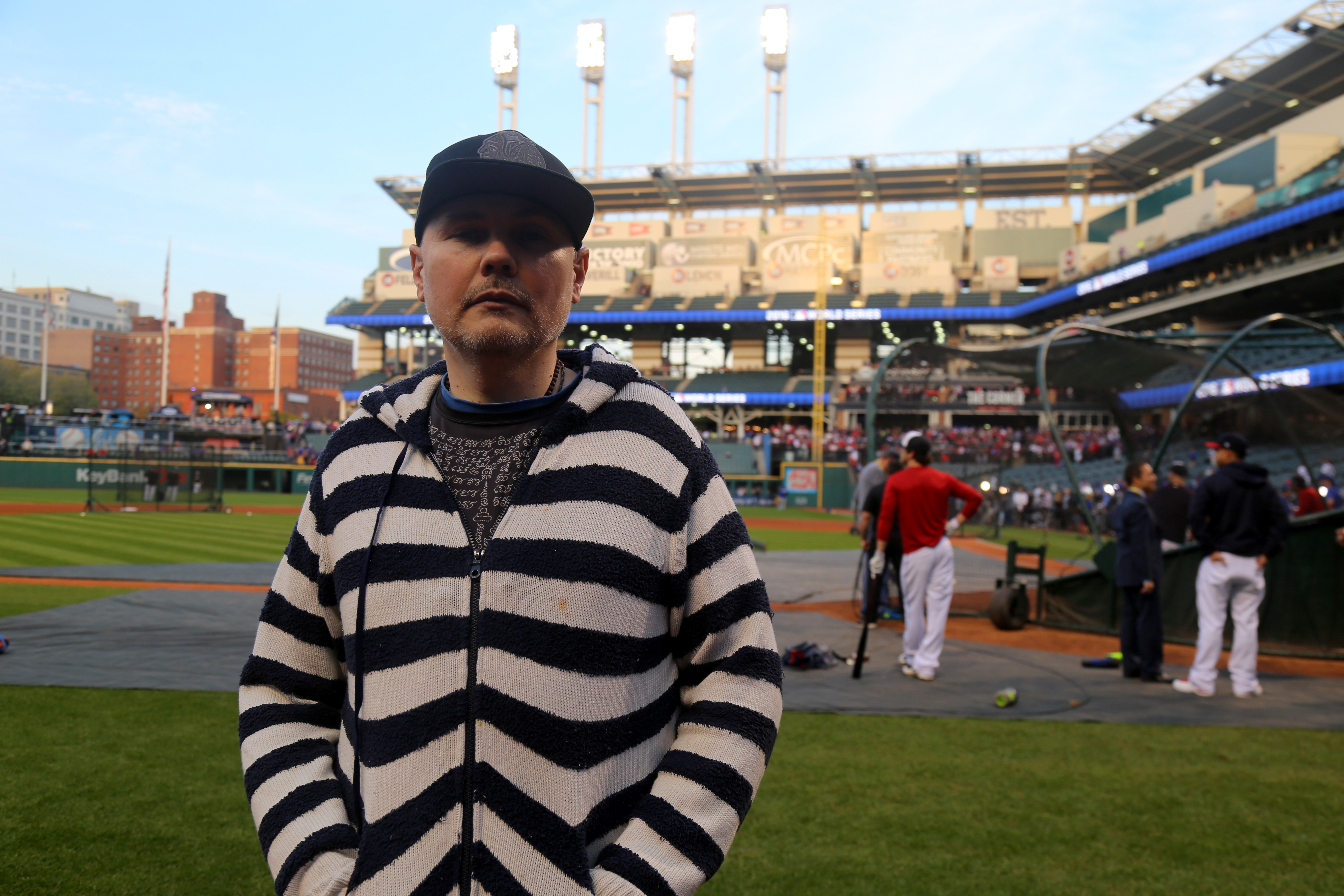
Isn’t Anything оказал сильное влияние на фронтмена The Smashing Pumpkins Билли Коргана. Он попытался воссоздать такое же звучание на альбоме Gish (1991 г.), особенно на заключительном треке «Daydream», который Корган описал как «полный плагиат звука My Bloody Valentine».

Вокал Билинды Бутчер был вскоре назван фирменным знаком My Bloody Valentine, наряду с гитарными техниками Кевина Шилдса. В ряде случаев во время записи Isn’t Anything и следующего альбома Loveless Бутчер просыпалась и записывала вокал, который, по её словам, «повлиял на её звук», сделав их «более мечтательными и сонными». Isn't Anything как и предыдущие релизы были под влиянием американских инди-рок групп того времени, в первую очередь искаженной гитарной музыки групп Dinosaur Jr. и Sonic Youth, на основе которой Шилдс потом стал развивать своё фирменное звучание.
Рецензент Стюарт Макони из журнала Q сказал, что альбом «был первым полноформатным выражением этого замечательного нового звука: тонкий вокал и вкрадчивые мелодии мелькали сквозь листы размытого, непрозрачного шума». Журнал Melody Maker описал его звучание как «обморочные песни, рассеянный, апатичный вокал и не в фокусе гитары, которые как будто были взяты из края сознания и были удержаны там». Тейлор Паркес из The Quietus описал альбом как «бледный, сенсационный и светлый» и назвал его «сокрушительной ракетой момента, звуковым снимком переполненных чувств, шумом, подобного которому вы никогда не слышали, но всё, что вы когда-либо ощущали». В своей книге «Alternative Rock» Дэйв Томпсон описал звучание альбома как «пронзительно интенсивный гитарный гул словно сухой лёд и здоровенные кивки миазматическому хардкорному супу, который сочится противоположным трансовым гулом. Шум становится красотой, поскольку обратная связь накладывается на вокал поверх обратной связи до бесконечности». Энтони Кэрью из About.com описал стиль альбома как «атональную, бесструктурную, свободную от шума гитарную игру» и отметил, что он имел «эфирное, спектральное качество, которое радикально изменило преобладающие парадигмы рок-н-ролла». Песня «Several Girls Galore» была описана как «кубистический взгляд на The Jesus and Mary Chain».

## Выпуск
Isn’t Anything был выпущен 21 ноября 1988 года на лейбле Creation Records в Великобритании. Ограниченный тираж первых пяти тысяч виниловых копий включал бонусный 7-дюймовый сингл с двумя инструментальными треками, оба из которых назывались «Instrumental» и «Instrumental B». На «Instrumental B» были использованы зацикленные ударные партии из композиции «Security of the First World» хип-хоп коллектива Public Enemy. В Соединённых Штатах альбом издавался на лейбле Relativity Records, а его международным распространением занимались Sire Records (Канада), Virgin Records (Франция), Rough Trade Records (Германия) и Stiletto Records (Бразилия). Сингл с Isn’t Anything «Feed Me with Your Kiss» был выпущен в октябре 1988 года, подкреплённый тремя сессионными записями с альбома: «I Believe», «Empty Inside» и «I Need No Trust». Песня «Soft as Snow (But Warm Inside)» также был выпущен в качестве промосингла в Соединённых Штатах в декабре 1988 года. Ни один из розничных синглов альбома не попал в чарты.
Альбом был переиздан на CD компанией Warner Bros. Records в 1993 и 2001 годах и Creation Records в 1996 году. 180-граммовая LP-версия альбома была выпущена лейблом Plain Records в 2008 году, а ремастированная версия альбома была выпущена в июне 2008 года. Дополнительный ремастер, который совершил Кевин Шилдс в студии Metropolis в Лондоне был выпущен 4 мая 2012 года.

## Отзывы критиков
| Оценки критиков               | Оценки критиков |
| Источник                      | Оценка          |
| ----------------------------- | --------------- |
| AllMusic                      | [ 1 ]           |
| Drowned in Sound              | 9/10            |
| Entertainment Weekly          | A−              |
| The Irish Times               | [ 27 ]          |
| Mojo                          | [ 28 ]          |
| MSN Music (Consumer Guide)    | A−              |
| Pitchfork                     | 10/10           |
| Q                             | [ 15 ]          |
| The Rolling Stone Album Guide | [ 30 ]          |
| Uncut                         | 7/10            |

После своего выхода Isn’t Anything получила одобрение критиков. Подводя итоги среди лучших альбомов конца 1988 года, журнал Melody Maker поставил Isn’t Anything на третье место в этом списке, описав его «бредовый нимфоманией и внетелесным опытом, который определяет их как рассеянных правителей этой страны грёз наяву».
Редактор AllMusic Хизер Фарес дала альбому четыре звезды с половиной из пяти, назвав Isn’t Anything «самой ясной, экспансивной артикуляцией звучания группы», дополнив также, что альбом «захватывает революционный стиль My Bloody Valentine в их периоде становления, указывая в дальнейшем на альбом Loveless, но этот релиз гораздо больше, чем просто репетиция момента величия группы». Обозреватель Entertainment Weekly Кен Такер размышляя о Isn’t Anything в 1993 году, дал ему оценку «А», сказав следующее: «дрожащие гитарные аккорды, зловещий вокал — это свидетельство их веры в романтику, предательство и головокружительные приступы. Они почти хоронят свои мрачные мелодии под поверхностным шумом. Но выкапывание этих мелодий — это часть удовольствия от прослушивания». Ремастеринговое издание Isn’t Anything также был встречен положительно; Стивен Труссе из Uncut сказал об этом, так: «в рок-алгебре вы можете прийти к выводу, что они разработали какое-то новое уравнение, которое включает в себя колючую истому Mary Chain, скоростную фрикционную срочность Sonic Youth и щепотку The Vaselines, но ничто из этого не объясняет дико чувственные результаты».
Isn’t Anything впоследствии стал считаться одним из величайших альбомов 1980-х гг. Альбом был включён в список журнала The Guardian «1000 Albums to Hear Before You Die», а также занял 16-е место в их списке «Alternative Top 100 Albums». Альбом также занимает 24-е место в списке «Top 40 Irish Albums of All Time» на The Irish Times, 22-е место в «Top 100 Albums of the 1980s» на Pitchfork и 92-е место в списке Slant Magazine «Best Albums of the 1980s». Писатель Дэвид Стаббс из Uncut назвал Isn’t Anything «одним из самых важных, влиятельных британских рок-альбомов восьмидесятых». В своём обновлении 2013 года журнал NME поместил альбом на 187-е место в своем списке «500 величайших альбомов всех времён». Pitchfork выбрал этот альбом как 4-й лучший шугейз-альбом всех времён.

## Список композиций
Вся музыка написана Кевином Шилдсом, за исключением композиции «Sueisfine» — Кевин Шилдс и Кольм О'Кисог.
| №                   | Название                                  | Текст песни                | Длительность |
| ------------------- | ----------------------------------------- | -------------------------- | ------------ |
| 1.                  | «Soft as Snow (But Warm Inside)»          | Кевин Шилдс, Кольм О'Кисог | 2:21         |
| 2.                  | «Lose My Breath»                          | Билинда Бутчер             | 3:37         |
| 3.                  | «Cupid Come»                              | Бутчер                     | 4:27         |
| 4.                  | «(When You Wake) You're Still in a Dream» | О'Кисог                    | 3:16         |
| 5.                  | «No More Sorry»                           | Бутчер                     | 2:48         |
| 6.                  | «All I Need»                              | Шилдс                      | 3:04         |
| 7.                  | «Feed Me with Your Kiss»                  | Шилдс                      | 3:54         |
| 8.                  | «Sueisfine»                               | Шилдс                      | 2:12         |
| 9.                  | «Several Girls Galore»                    | Бутчер                     | 2:20         |
| 10.                 | «You Never Should»                        | Шилдс                      | 3:21         |
| 11.                 | «Nothing Much to Lose»                    | Шилдс                      | 3:16         |
| 12.                 | «I Can See It (But I Can't Feel It)»      | Шилдс                      | 3:12         |
| Общая длительность: | Общая длительность:                       | Общая длительность:        | 38:02        |

| №                   | Название            | Длительность |
| ------------------- | ------------------- | ------------ |
| 1.                  | «Instrumental No.1» | 3:19         |
| 2.                  | «Instrumental No.2» | 4:36         |
| Общая длительность: | Общая длительность: | 7:55         |

## Участники записи
| My Bloody Valentine - Кевин Шилдс — вокал, гитара - Билинда Бутчер — вокал, гитара - Дебби Гудж — бас-гитара - Кольм О’Кисог — барабаны | Производственный персонал - My Bloody Valentine — продюсеры - Дэйв Андерсон — звукоинженер - Стив Нанн — звукоинженер - Алекс Расселл — звукоинженер - Джо Дилуорт — фотограф |

## Позиции в чартах
| Чарт (1988 г.)                          | Позиция в чарте |
| --------------------------------------- | --------------- |
| UK Independent Chart                    | 1               |
| Чарт (2012 г.)                          | Позиция в чарте |
| Irish Albums Chart                      | 49              |
| Japanese Oricon Albums Chart            | 29              |
| South Korean Albums Chart               | 70              |
| South Korean International Albums Chart | 14              |
| UK Albums Chart                         | 61              |